# 米申伍德斯 (堪薩斯州)
米申伍德斯（英語：Mission Woods）是一個位於美國堪薩斯州約翰遜縣的城市。

## 地方資料
根據2020年美國人口普查的數據，米申伍德斯的面積為0.23平方千米，當中陸地面積為0.23平方千米，而水域面積為0.00平方千米。當地共有人口201人，而人口密度為每平方千米873.91人。